# Zalew Nowohucki (obszar SIM)
Zalew Nowohucki – obszar Systemu Informacji Miejskiej w Krakowie utworzony 10 sierpnia 2022 roku, wchodzący w skład Dzielnicy XVI Bieńczyce. 
Od północy, wzdłuż ul. Kocmyrzowskiej, sąsiaduje z obszarem SIM Bieńczyce, od wschodu, wzdłuż rzeki Dłubnia, z obszarem SIM Krzesławice (Dzielnica XVII Wzgórza Krzesławickie), od południa - z obszarem SIM Mogiła (Dzielnica XVIII Nowa Huta), a od zachodu - z obszarem SIM Nowa Huta (Dzielnica XVIII Nowa Huta).
Nazwa obszaru pochodzi od sztucznego zbiornika wodnego, Zalewu Nowohuckiego, położonego w jego południowej części. 